# Episodi di Maghi contro alieni (seconda stagione)
La seconda stagione della serie televisiva per bambini Maghi contro alieni è andata in onda sul canale britannico CBBC dal 29 ottobre al 10 dicembre 2013.
In Italia gli episodi sono stati trasmessi dal 20 al 26 ottobre 2014 su Rai Gulp.
| nº | Titolo originale                | Titolo italiano                      | Prima TV USA     | Prima TV Italia |
| -- | ------------------------------- | ------------------------------------ | ---------------- | --------------- |
| 1  | 100 Wizards: Part One           | Una maga di strada (prima parte)     | 28 ottobre 2013  | 20 ottobre 2014 |
| 2  | 100 Wizards, Part Two           | Una maga di strada (seconda parte)   | 29 ottobre 2013  | 20 ottobre 2014 |
| 3  | Vice Versa, Part One            | Battaglia in rime (prima parte)      | 4 novembre 2013  | 21 ottobre 2014 |
| 4  | Vice Versa, Part Two            | Battaglia in rime (seconda parte)    | 5 novembre 2013  | 21 ottobre 2014 |
| 5  | The Cave of Menla-Gto, Part One | Magia in pericolo (prima parte)      | 11 novembre 2013 | 22 ottobre 2014 |
| 6  | The Cave of Menla-Gto, Part Two | Magia in pericolo (seconda parte)    | 12 novembre 2013 | 22 ottobre 2014 |
| 7  | The Curse of Crowe, Part One    | Amici/nemici (prima parte)           | 18 novembre 2013 | 23 ottobre 2014 |
| 8  | The Curse of Crowe, Part Two    | Amici/nemici (seconda parte)         | 19 novembre 2013 | 23 ottobre 2014 |
| 9  | The Thirteenth Floor, Part One  | Il tredicesimo piano (prima parte)   | 25 novembre 2013 | 24 ottobre 2014 |
| 10 | The Thirteenth Floor, Part Two  | Il tredicesimo piano (seconda parte) | 26 novembre 2013 | 24 ottobre 2014 |
| 11 | Endless Night, Part One         | Eclissi (prima parte)                | 2 novembre 2013  | 25 ottobre 2014 |
| 12 | Endless Night: Part 2           | Eclissi (seconda parte)              | 3 novembre 2013  | 25 ottobre 2014 |
| 13 | All Out War, Part One           | Battaglia finale (prima parte)       | 9 novembre 2013  | 26 ottobre 2014 |
| 14 | All Out War, Part Two           | Battaglia finale (seconda parte)     | 10 novembre 2013 | 26 ottobre 2014 |